# Ricardo Ribeiro de Lima
Ricardo Ribeiro de Lima, noto semplicemente come Ricardinho (Itaberaí, 27 marzo 1989), è un calciatore brasiliano, centrocampista della Ferroviária.

## Caratteristiche tecniche
È un centrocampista difensivo.

## Carriera
Cresciuto nel settore giovanile del Goiás, ha esordito in prima squadra il 15 novembre 2009 disputando l'incontro di Série A vinto 3-1 contro il Santo André. Nel corso della carriera ha disputato oltre 200 presenze nella seconda divisione brasiliana.

## Palmarès

### Competizioni statali
- Campeonato Paulista Série A2: 1

Guarani: 2018